# Marie Pierre Kœnig
Marie Pierre Kœnig (10. oktober 1898-2. september 1970) var en fransk general. Han havde kommandoen over en brigade i de Frie franske styrker i slaget ved Bir Hakeim i Nordafrika i 1942. 
Marie Pierre Kœnig blev født i Caen i Frankrig. Efter studentereksamen blev han i 1917 indrulleret i hæren og deltog i kampene i 1. Verdenskrig. Året efter blev han officerselev. Herefter vendte han tilbage til sin enhed og udmærkede sig. Efter krigen gjorde han tjeneste ved de franske styrker i Marokko.
Da 2. Verdenskrig brød ud, vendte Kœnig tilbage til Frankrig. Han fik først de franske tropper i Norge som kaptajn. For denne indsats blev han i 1942 tildelt Krigskorset med Sværd. Efter Frankrigs fald undslap han til England fra Bretagne.
I London sluttede Kœnig sig til general Charles de Gaulle og blev forfremmet til oberst. Han blev stabschef i de første divisioner af Frie franske styrker. I 1941 gjorde han tjeneste under Felttoget i Syrien og Libanon. Han blev senere general og overtog ledelsen af den Frie Franske brigade i Ægypten. Hans enhed på 3.700 mand holdt stand mod fem af Aksemagternes divisioner i 16 dage under Slaget ved Bir Hakeim, til den fik ordre til at trække sig tilbage den 11. juni 1942.
Senere fungerede Kœnig som de Frie Franskes delegerede ved den allierede overkommando SHAEF under general Dwight D. Eisenhower. I 1944 fik han kommandoen over de Frie Franske, som tog del i invasionen i Normandiet. Kœnig fungerede også som militær rådgiver for de Gaulle. I juni 1944 fik han kommandoen over Forces Françaises de l'Intérieur for at forene de forskellige Franske modstandsbevægelse|franske modstandsgrupper under de Gaulles kontrol. Under hans ledelse stoppede FFI indbyrdes stridigheder i Maquisen og koncentrerede sig om sabotage, som hjalp invasionshæren. FFI var vigtig på D-dag men blev af afgørende betydning i slaget om Normandiet og ved landgangen i Sydfrankrig af 7. amerikanske armé og den franske Armé B. Den 21. august 1944 udpegede de Gaulle Kœnig til militærguvernør over Paris for at få genoprettet ro og orden. I 1945 blev han sendt af sted for at arrestere Philippe Pétain, som havde søgt asyl i Tyskland, men som overgav sig ved grænsen til Schweiz.
Efter krigen var Kœnig leder af den franske hær i den franske besættelseszone i Tyskland til 1949. I 1949 blev han generalinspektør i Nordafrika og i 1950 blev han vicepræsident i det øverste krigsråd. Efter pensionering fra hæren i 1951 blev han valgt som gaullistisk medlem af den franske nationalforsamling og var forsvarsminister under Pierre Mendès-France og Edgar Faure til 1955. 
Marie Pierre Kœnig døde den 2. september 1970 i Neuilly-sur-Seine. I 1984 blev han posthumt død udnævnt til marskal af Frankrig. Udover mindesmærker i Frankrig er der gader opkaldt efter ham i Jerusalem og Netanya i Israel. 

## Eksterne kilder/hemvisninger
- Wikimedia Commons har flere filer relateret til Marie Pierre Kœnig
- ordredelaliberation.fr Arkiveret 1. december 2010 hos  Wayback Machine